# George Crompton
George Crompton (* 8. Dezember 1913 in Toronto; † 18. Juli 1971 ebenda) war ein kanadischer Radrennfahrer und nationaler Meister im Radsport.

## Sportliche Laufbahn
Crompton war im Straßenradsport und im Bahnradsport aktiv. 1931 begann er mit dem Radsport. 1936 startete er bei den Olympischen Sommerspielen in Berlin. Er hatte zuvor das Qualifikationsrennen in Toronto gewonnen. Im olympischen Straßenrennen wurde er mit anderen Fahrern auf dem 16. Rang klassiert. 
Die kanadische Mannschaft mit Lionel Coleman, Rusty Peden, George Turner und George Crompton kam nicht in die Mannschaftswertung. Crompton startete auch auf der Bahn. In der  Mannschaftsverfolgung kam Kanada auf den 9. Rang.
Bei der nationalen Meisterschaft im Straßenrennen 1934 wurde Crompton Zweiter. Auf der Bahn wurde er 1933 Vizemeister im Rennen über 2 Meilen. 1934 gewann Crompton den Titel im 1000-Meter-Zeitfahren.